# 社會工作碩士
社会工作硕士（英語：Master of Social Work/Master of Social Science in Social Work，縮寫為M.S.W.或M.Soc.Sc. (S.W.)），又称社会工作文學硕士或社會科學碩士(社會工作)，是社会工作领域的硕士学位。它是一种与社会工作学士（BSW）相比更精进的学位。MSW促进了专业社会工作实践的宏观、中观和微观方面，而BSW则更侧重于社区、医院（门诊和住院服务）和其他社会服务领域的直接社会工作实践。在一些国家，如澳大利亚、英国和香港特别行政区，一些MSW学位被视为与BSW资格相当的合格学位。

## 各地情形

### 香港
| 香港(畢業後)碩士 | 香港(畢業後)碩士                             |
| ---------------- | -------------------------------------------- |
| 香港浸會大學     | 社會工作碩士                                 |
| 香港中文大學     | 社會工作碩士                                 |
| 香港理工大學     | 社會工作文學碩士(精神健康)                   |
| 香港理工大學     | 社會工作文學碩士學位(家庭本位實務及家庭治療) |
| 香港大學         | 社會科學碩士(社會工作學)                     |

社會工作碩士（註冊用）學位，是供本科學位屬非社會工作本科的學生及畢業生。
香港現有（註冊用）碩士：
香港城市大學 社會工作碩士
香港大學 社會工作碩士
香港理工大學 社會工作碩士
香港中文大學 社會科學碩士 (社會工作) 
香港浸會大學 社會科學碩士 (社會工作)

### 中國大陸
中华人民共和国教育部于2009年为应对新世纪大陆社会和社区的迅猛发展，以及培育高素质的本土专业社会工作人才，开始正式设立的社会工作硕士专业学位。各高校并于2010年招收大陆首批社会工作专业硕士生。
| 院校名称                                                                                               | 所在省份     |
| --- | ------------ |
| 安徽大学、安徽师范大学                                                                                 | 安徽省       |
| 浙江师范大学                                                                                           | 浙江省       |
| 北京大学、中国人民大学、清华大学、北京师范大学、首都经济贸易大学、中央民族大学、中国社会科学院研究生院 | 北京市       |
| 厦门大学、福州大学、福建师范大学                                                                       | 福建省       |
| 兰州大学、西北师范大学、西北民族大学                                                                   | 甘肃省       |
| 中山大学                                                                                               | 广东省       |
| 广西师范大学、广西师范学院                                                                             | 广西省       |
| 贵州大学                                                                                               | 贵州省       |
| 河北大学、郑州大学                                                                                     | 河北省       |
| 武汉大学、华中科技大学、华中农业大学、华中师范大学                                                     | 湖北省       |
| 中南民族大学、中南大学                                                                                 | 湖南省       |
| 吉林大学、长春工业大学、吉林农业大学                                                                   | 吉林省       |
| 南京大学、苏州大学、南京航空航天大学、南京理工大学、河海大学、南京农业大学、南京师范大学               | 江苏省       |
| 江西财经大学                                                                                           | 江西省       |
| 辽宁大学、沈阳师范大学                                                                                 | 辽宁省       |
| 内蒙古师范大学                                                                                         | 内蒙古自治区 |
| 山东大学                                                                                               | 山东省       |
| 西北大学、西北农林科技大学、陕西师范大学                                                               | 陕西省       |
| 复旦大学、华东理工大学、华东师范大学、上海大学                                                         | 上海市       |
| 四川大学、西南财经大学                                                                                 | 四川省       |
| 南开大学                                                                                               | 天津市       |
| 云南大学、云南民族大学                                                                                 | 云南省       |
| 西南大学、重庆大学                                                                                     | 重庆市       |

### 臺灣
僅列出較具代表性的公立大學
| 臺灣(畢業後)碩士 | 臺灣(畢業後)碩士   |
| ---------------- | ------------------ |
| 國立臺灣大學     | 社會工作學系碩士班 |
| 國立臺灣師範大學 | 社會工作學研究所   |
| 國立政治大學     | 社會工作研究所     |
| 國立臺北大學     | 社會工作學系碩士班 |

### 澳大利亚
澳大利亚社会工作教育和认证标准（ASWEAS）是澳大利亚社会工作教育的原则和毕业生属性的标准。它们是澳大利亚社会工作协会（AASW）对全国专业社会工作课程的认证标准。AASW认证了硕士（和本科）的社会工作学位，作为进入社会工作职业的入门资格。AASW认证的社会工作课程的毕业生可以成为AASW的会员。社会工作职业由AASW监管，AASW制定了社会工作实践、道德和教育的标准，AASW会员资格是澳大利亚合格实践的基准。社会工作课程的认证状态：社会工作课程有三种认证状态：暂定认证（尚未有第一批毕业生的新课程），认证（符合所有ASWEAS要求的课程），有条件认证（可能不符合部分ASWEAS要求，但可以在指定时间内解决的课程）。